# شانه‌موش یقه‌دار
شانه‌موش یقه‌دار (نام علمی: Ctenomys torquatus) نام یک گونه از سرده شانه‌موش است.